# Itzehoe Eagles
O Itzehoe Eagles é um clube profissional de basquetebol baseado em Itzehoe, Alemanha que atualmente disputa a 2.Bundesliga ProB, correspondente à terceira divisão do país. Manda seus jogos no Sportzentrum Am Lehmwohld com capacidade para 714 espectadores.

## Histórico de Temporadas
| Temporada | Nível | Liga         | Pos. | Resultado         |
| --------- | ----- | ------------ | ---- | ----------------- |
| 2006-07   | 4     | Regionalliga | 7º   |                   |
| 2007-08   | 4     | Regionalliga | 7º   |                   |
| 2008-09   | 4     | Regionalliga | 8º   |                   |
| 2009-10   | 4     | Regionalliga | 3º   |                   |
| 2010-11   | 4     | Regionalliga | 4º   |                   |
| 2011-12   | 4     | Regionalliga | 2º   |                   |
| 2012-13   | 4     | Regionalliga | 8º   |                   |
| 2013-14   | 4     | Regionalliga | 2º   | Promovido         |
| 2014–15   | 3     | ProB         | 11º  |                   |
| 2015–16   | 3     | ProB         | 7º   | Oitavas de finais |
| 2016–17   | 3     | ProB         | 9º   |                   |
| 2017-18   | 3     | ProB         | 8º   | Oitavas de finais |
| 2018-19   | 3     | ProB         | 7º   |                   |
| 2019-20   | 3     | ProB         | 1º   |                   |
| 2020-21   | 3     | ProB         | 2º   | Promovido         |
| 2021-22   | 2     | ProA         | 16º  | Rebaixado         |
| 2022-23   | 3     | ProB         | 7º   | Quartas de finais |
| 2023-24   | 3     | ProB         | 12º  |                   |
| 2024-25   | 3     | ProB         | 11º  |                   |
| 2025-26   | 3     | ProB         |      |                   |

## Títulos

### Regionalliga Norte
- Finalista (1):2011-12, 2013-14

## Segunda equipe
O Itzehoe Eagles possui uma segunda equipe que disputa atualmente a 2.Regionalliga e serve como equipe de desenvolvimento para suas categorias de base e atletas com poucos minutos em quadra.